# Patonska gården

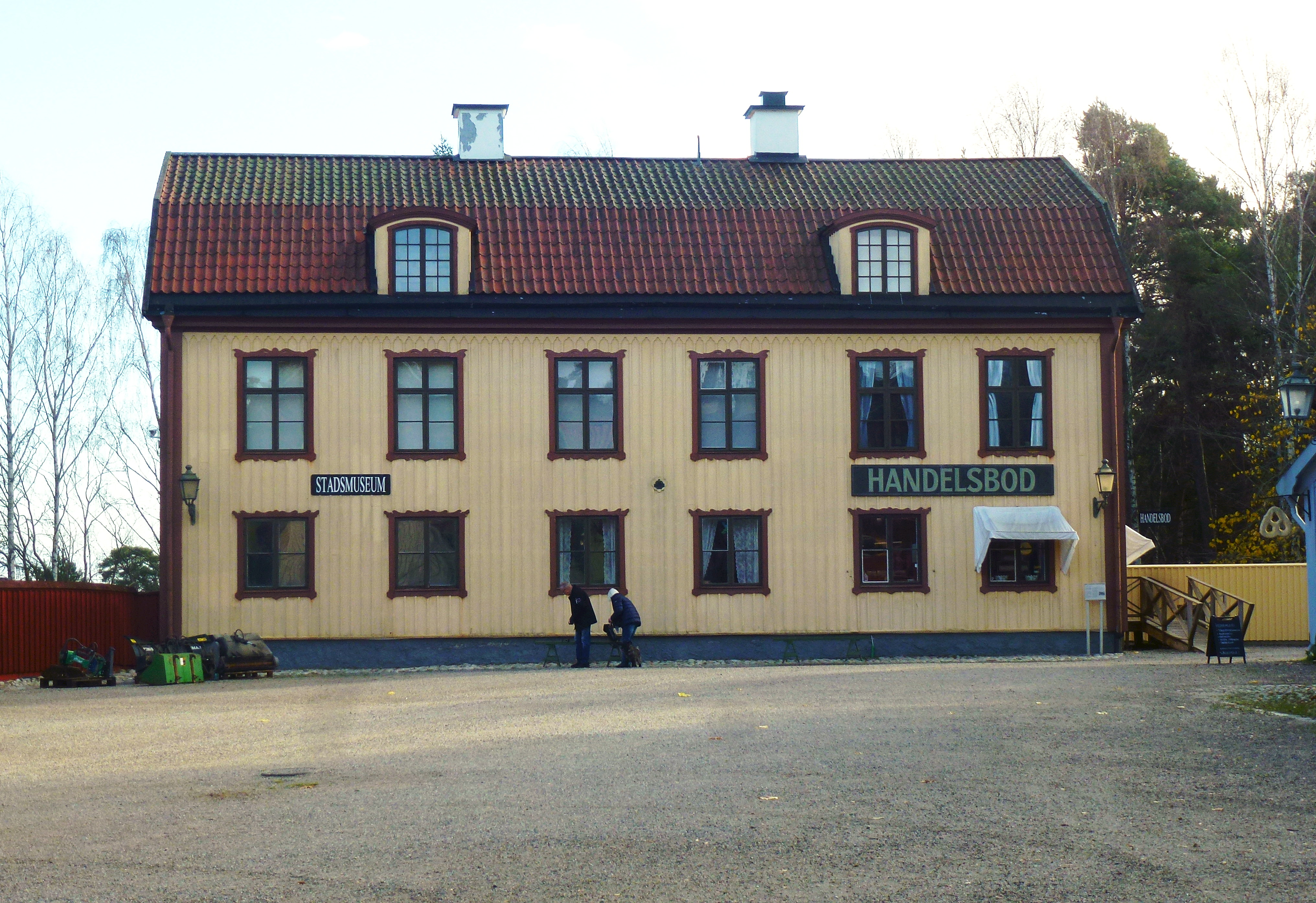
Patonska gården, fasad mot Tenngjutartorget, november 2015.

Patonska gården eller Patonska huset kallas en kulturhistoriskt värdefull byggnad på friluftsmuseet Torekällberget i Södertälje. Huset intar en dominerande plats vid Tenngjutartorget i museets stadskvarter. Byggnaden stod mellan 1795 och 1962 i hörnet Storgatan / Stortorget. Idag finns en historisk handelsbod, utställningar och Södertälje Stadsmuseum i huset.

## Historik
- Ursprunglig placering, koordinater: 59°11′50.6″N 17°37′36.5″Ö / 59.197389°N 17.626806°Ö

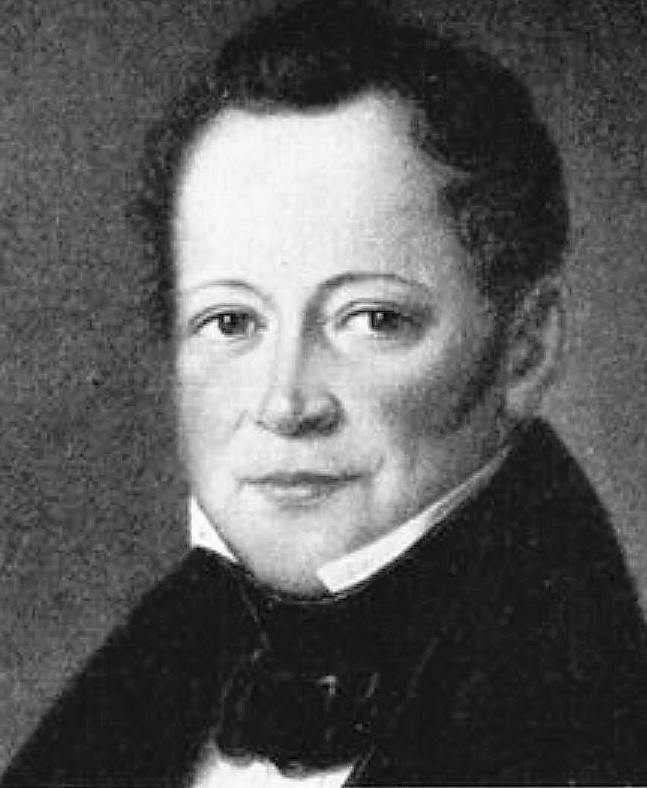
James Paton.

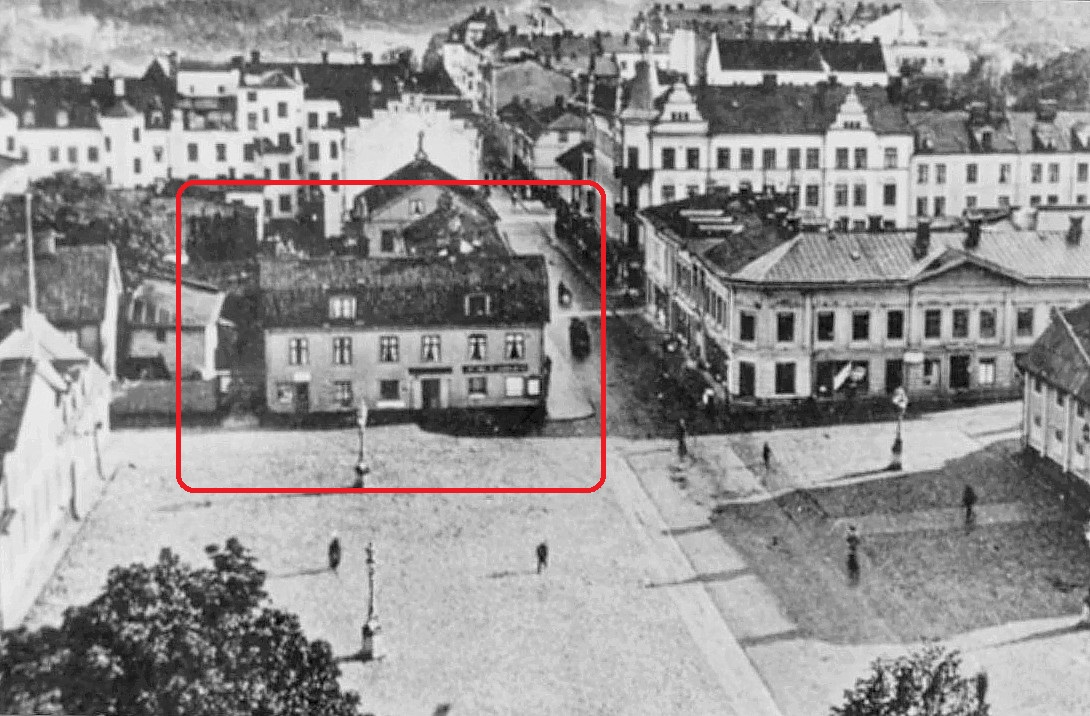
Stortorget med Patonska gården inom röd markering, omkring 1890.

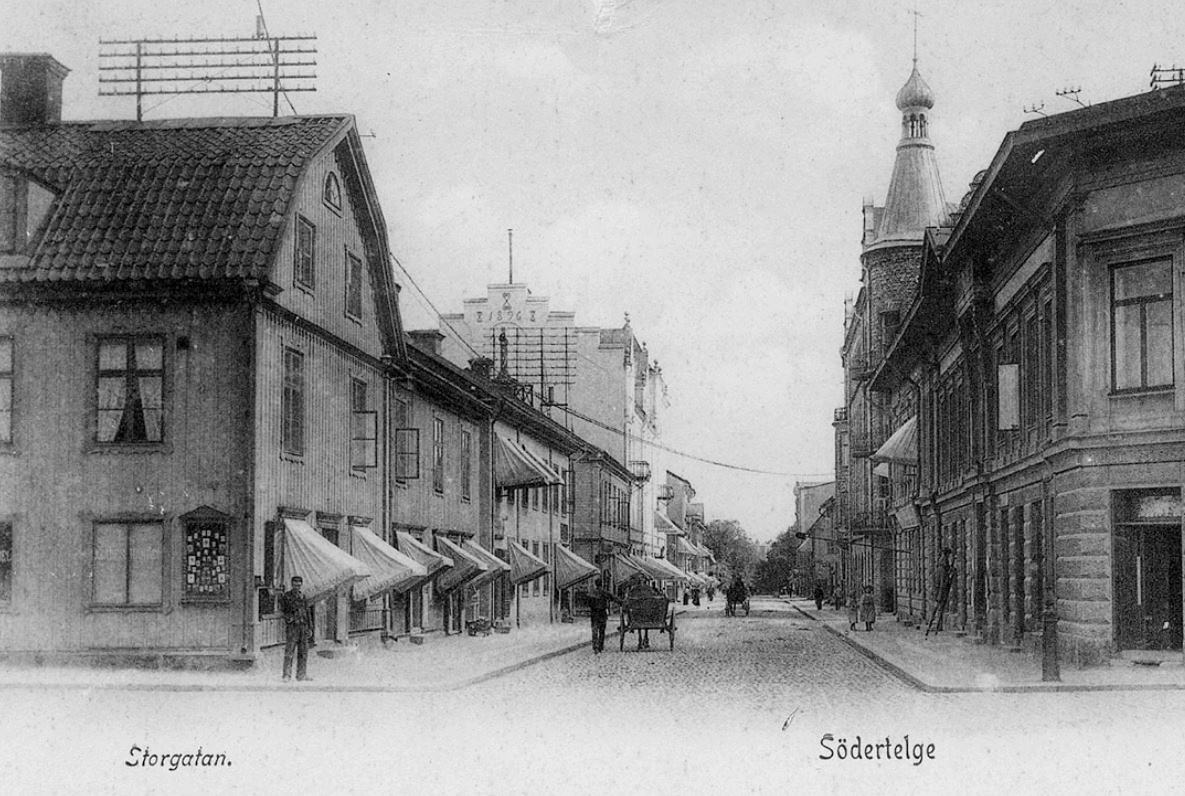
Patonska gården till vänster, efter 1901.

När huset uppfördes av skjutshållaren Fredrik Söderlund kring sekelskiftet 1800 var det en av Södertäljes största byggnader med två våningar under ett brutet sadeltak. Den utgjorde huvudbyggnaden i en köpmansgård och var under alla tider plats för en handelsbod med lämpligt läge vid Stortorget. Stommen är timrad och fasaderna var till en början synliga timmerstockar. Först på 1830-talet kläddes fasaderna med stående träpanel som målades i ljus färg. Så ter sig byggnaden idag på Torekällberget.
Fastigheten har haft många ägare, samtliga var handelsmän eller grosshandlare. Bland dem märks spannmålshandlaren och handelsmannen Johan Strömstedt (1789–1840) som bebodde gården mellan 1817 och omkring 1840. Efter honom kallades byggnaden Strömstedtska huset. 
Nästa ägare var grosshandlaren och fabrikören Ninian Paton senior (1802–1856) som härstammade från Skottland och var brittisk vicekonsul i Sverige från och med januari 1849. Efter honom och hans familj är Patonska gården uppkallad idag. Han tillhörde Skeppsbroadeln och bodde i ett av husen vid Skeppsbron i Stockholm. Sitt hus i Södertälje hyrde han ut men bodde förmodligen där när han vistades i staden. Vid den tiden hade gården elva rum med eldstäder, en handelsbod och två förstugor. 
Mot Storgatan låg ytterligare ett hus som innehöll tre bostadsrum, bagarstuga och ett magasin som troligen ingick i handelsbodens verksamhet. På innergården fanns ett uthus med vedbodar och avträde samt ett uthus med stall, mangelbod och kallrum. Egendomen togs över 1856 av den äldre brodern James Paton (1794–1867), som var framgångsrik skeppsredare och grundare av skeppsrederi- och grosshandelsfirman James Paton & Co i Stockholm samt känt för att ha ägd Fåfängan och Patons malmgård i Stockholm.
Dennes son, Ninian Paton junior (1830–1907), ägde gården fram till 1895. Även han var grosshandlare och delägare i faderns firma samt efter 1867 ensamägare. Mellan 1895 och 1930 ägdes fastigheten av mamsell Susanna Karolina Lech som tidigare varit piga hos familjen Paton. Efter henne kallades stället även Lechska huset. Under slutet av 1800-talet var butiken i huset känt som ”Johannessons bosättningsaffär” och senare som ”Forslunds hörna”.

### Flytten till Torekällberget
I samband med omdaningen av Södertäljes innerstad på 1960-talet revs den gamla stadskärnan vid Storgatan. Bland husen som räddades fanns Elmrothska garveriet, Wallinska gården, Pagelska gården och även Patonska gården. Samtliga står numera på Torekällbergets friluftsmuseum. Av Patonska gården flyttades huvudbyggnaden, dock inte vinkelbyggnaden mot Storgatan. Gården monterades 1962 ner i omkring 4 000 delar och återuppfördes 1969 på sin nuvarande plats vid Tenngjutartorgets sydvästra sida. På Patonska husets tidigare plats byggdes sedan ett EPA-varuhus (idag Åhléns), ritat av den tyskfödde arkitekten Fritz Voigt. Under handelshuset på Torekällberget anordnades moderna lokaler för utställningar medan handelsboden på bottenvåningens gavel är den ursprungliga och inredd så som den såg ut år 1915. I huset finns även Södertälje Stadsmuseum.

### Interiörbilder

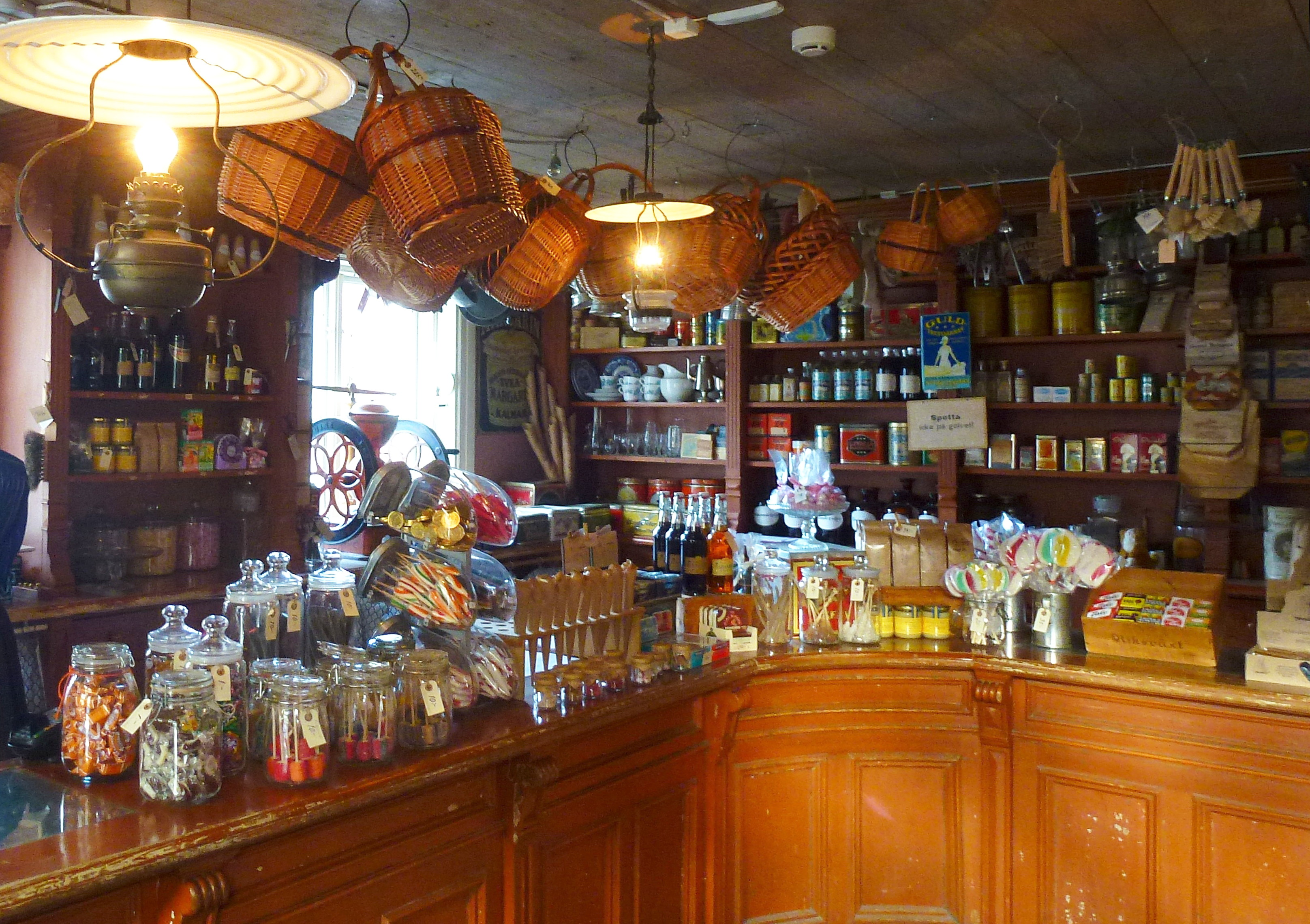
Handelsbodens interiör.
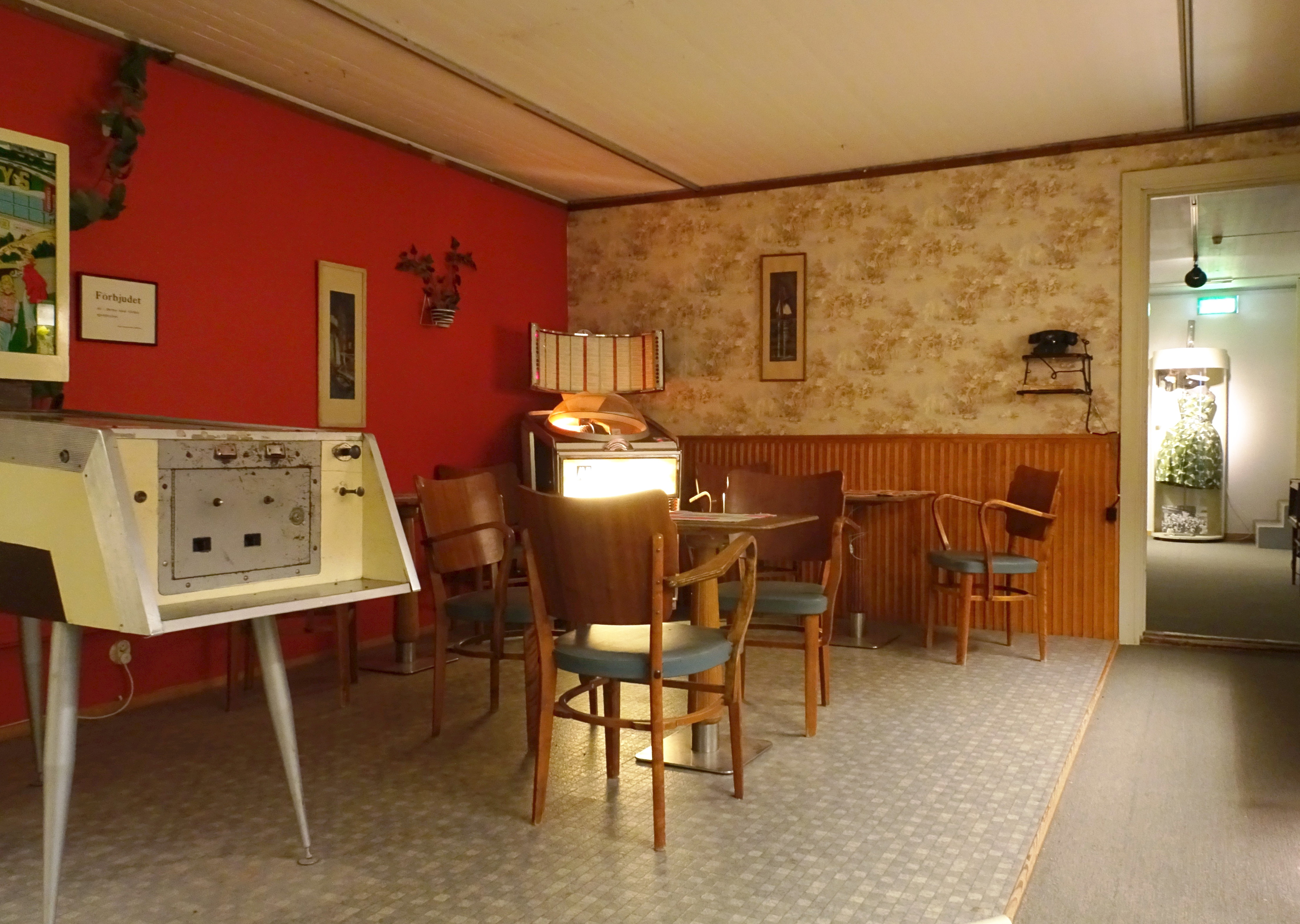
Stadsmuseets utställning, café från 1950-talet.
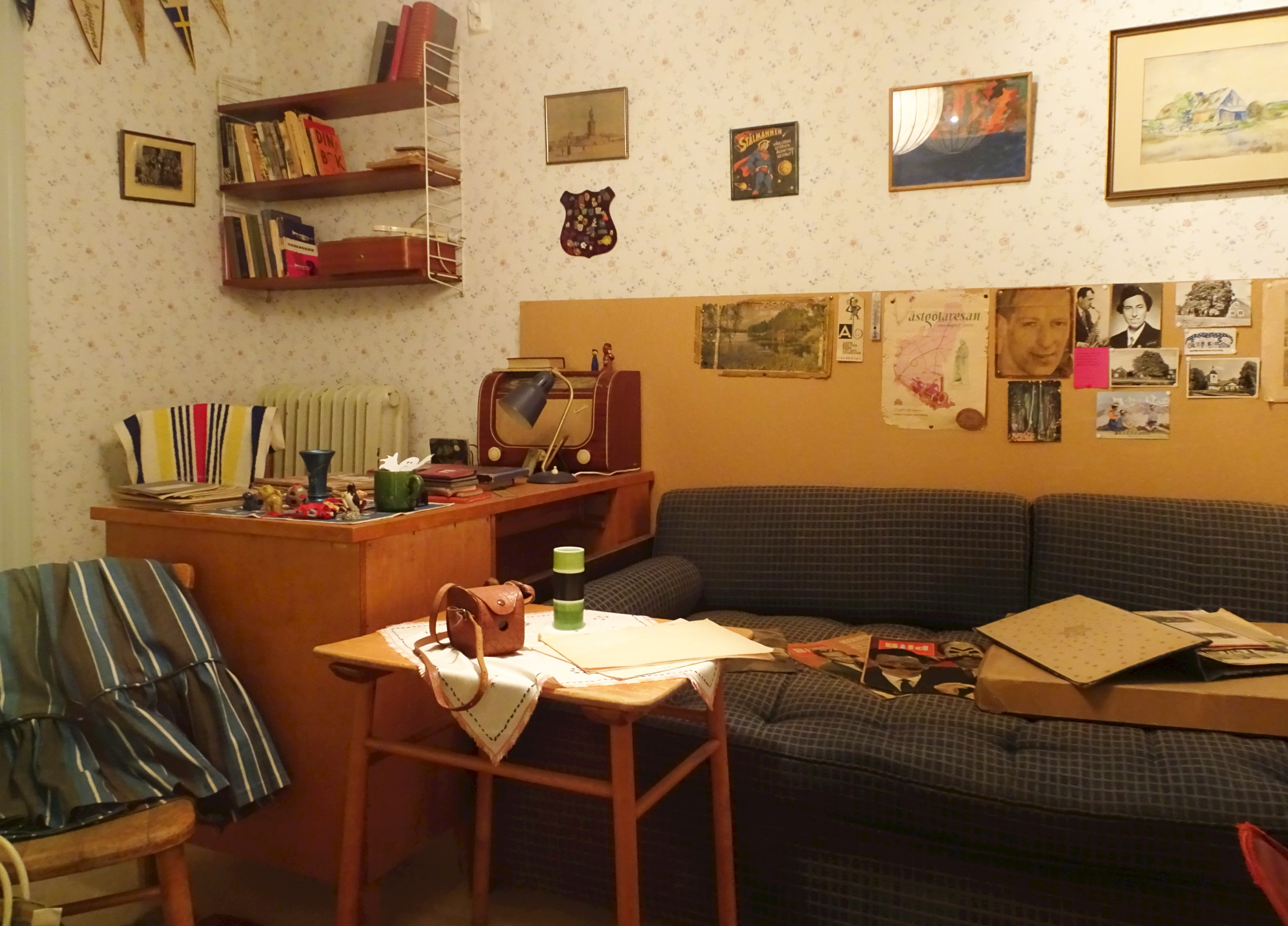
Stadsmuseets utställning, tonårsrum från 1950-talet.
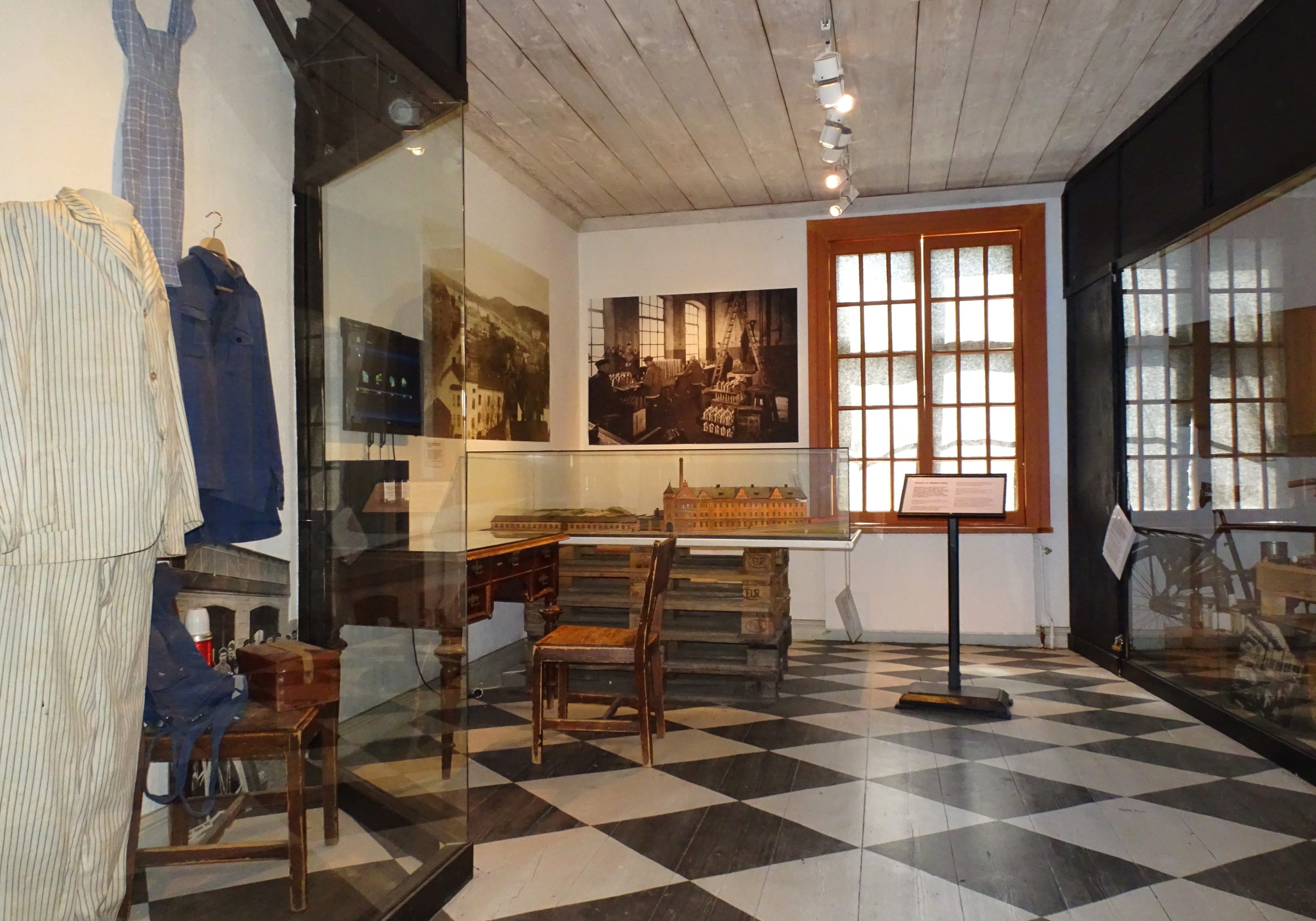
Stadsmuseets utställning, stadens utveckling.
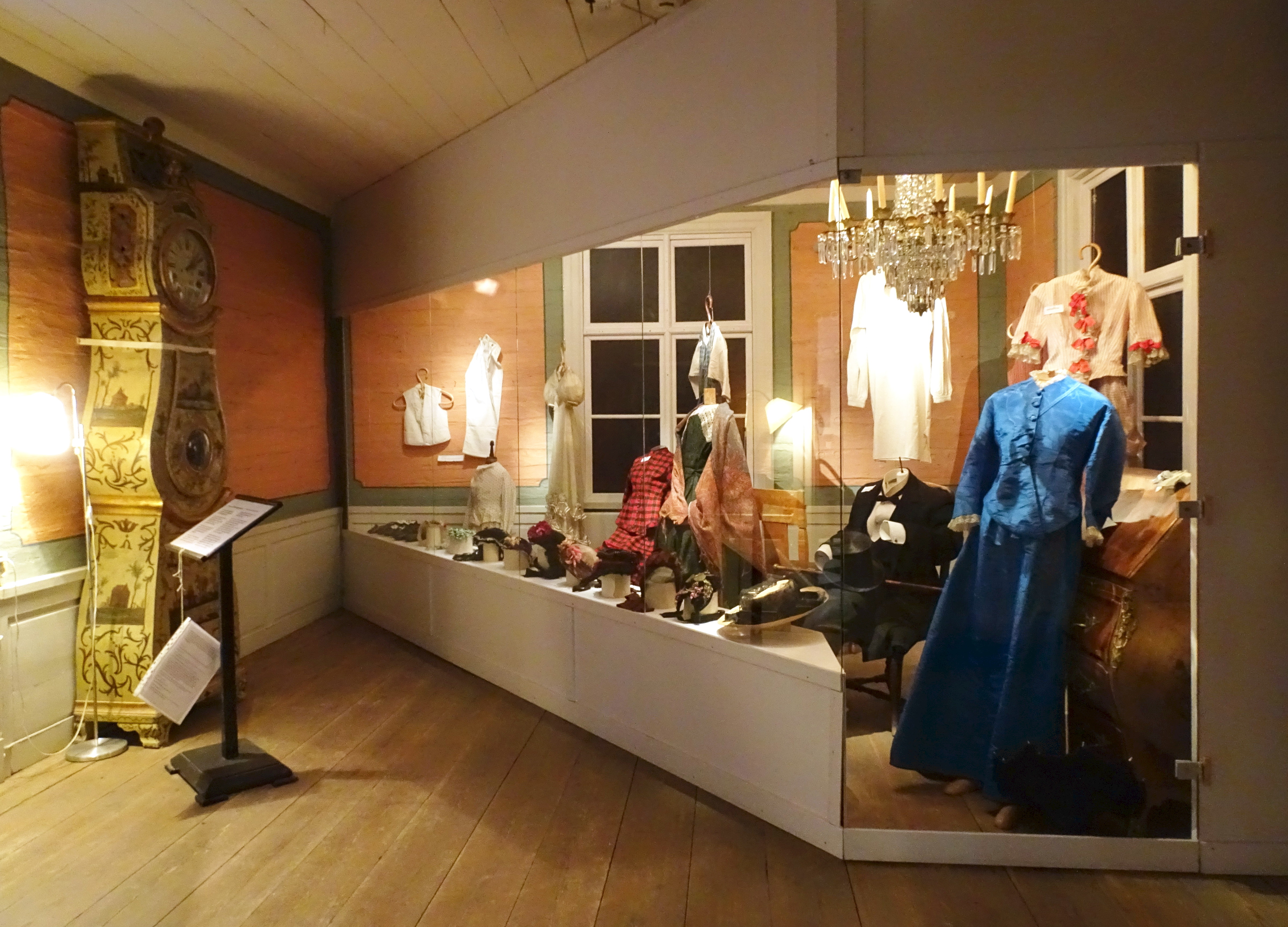
Stadsmuseets utställning, historiska damkläder.